# خراشسانی (ناحیه چسکه بودیوویتسه)
خراشسانی (به چکی: Chrášťany) یک منطقهٔ مسکونی در جمهوری چک است که در شهرستان چسکه بودیوویتسه واقع شده‌است. خراشسانی ۲۲٫۹۳ کیلومتر مربع مساحت و ۷۱۷ نفر جمعیت دارد و ۴۵۱ متر بالاتر از سطح دریا واقع شده‌است.